# Демографија Србије и Црне Горе
Демографија Србије и Црне Горе обухвата демографске податке о државној заједници Србија и Црна Гора.
Становништво:
10.600.000 (Србија - 9.981.929; Црна Гора - 620.000)

Старосна структура:

0-14 година:
Србија - 19,95% (мушкарци 1.028.355; жене 963.366); Црна Гора - 22,05% (мушкарци 77.582; жене 72.395)

15-64 године:
Србија - 65,22% (мушкарци 3.187.746; жене 3.322.425); Црна Гора - 66,16% (мушкарци 222.095; жене 227.923)

65 година и више:
Србија - 14,83% (мушкарци 638.204; жене 841.833); Црна Гора - 11,79% (мушкарци 32.400; жене 47.763) (процена 2000. године)
Стопа раста становништва:
Србија - 0,739%; Црна Гора - -12,22% (процена 2000. године)
Стопа наталитета:
Србија - 12,20 рођења на 1.000 становника; Црна Гора - 14,9 рођења на 1.000 становника (процена 2000. године)
Стопа морталитета:
Србија - 11,08 смрти на 1.000 становника; Црна Гора - 7,9 смрти на 1.000 становника (процена 2000. године)
Нето стопа миграције:
Србија - 6,26 миграната на 1.000 становника; Црна Гора- -29,18 мигранта на 1.000 становника (процена 2000. године)
Полна структура:

новорођенчади:
Србија - 1,08 мушкараца/жена; Црна Гора - 1,09 мушкараца/жена

до 15 година:
Србија - 1,07 мушкараца/жена; Црна Гора - 1,07 мушкараца/жена

15-64 година:
Србија - 0,96 мушкараца/жена; Црна Гора - 0,97 мушкараца/жена

65 и више година:
Србија - 0,76 мушкараца/жена; Црна Гора - 0,68 мушкараца/жена

укупно становништво:
Србија - 0,95 мушкараца/жена; Црна Гора - 0,95 мушкараца/жена (процена 2000. године)
Стопа смртности одојчади:
Србија - 8,13 смрти на 1.000 живорођених (2004. године без Косова и Метохије; Црна Гора - 10,97 смрти на 1.000 живорођених (процена 2000. године)
Очекивано трајање живота на рођењу:

укупно становништво:
Србија - 72,39 година; Црна Гора - 75,46 година

мушкарци:
Србија - 69,31 година; Црна Гора - 71,45 година

жене:
Србија - 75,72 година; Црна Гора - 79,82 година  (процена 2000. године)
Стопа укупног фертилитета:
Србија - 1,70 деце рођених по жени; Црна Гора - 1,96 деце рођених по једној жени (процена 2000. године)

Етничке групе:
Срби 62,6%, Албанци 16,5%, Црногорци 5%, Југословени 3,4%, Мађари 3,3%, остали 9,2% (1991. године)
Религија:
Православље 65%, ислам 19%, Католицизам 4%, протестанти 1%, остали 11%
Језик:
Српски језик 95%, Албански језик 5% (непоуздани подаци)
Писменост:

укупно становништво:
96,4%

мушкарци:
98,9%

жене:
94,1% (процена 2002. године)